# Уинвуд, Эстель
Эстель Рут Гудвин (англ. Estelle Ruth Goodwin; 24 января 1883, Ли, Лондон — 20 июня 1984, Вудленд-Хиллз, Калифорния), больше известна как Эстель Уинвуд (англ. Estelle Winwood), — британская актриса.

## Биография
Эстель Рут Гудвин родилась в 1883 году в Ли, графство Кент. Уже в возрасте пяти лет мечтала стать актрисой. При поддержке матери и вопреки неодобрению отца обучалась в Лондонской академии лирической сцены, а в возрасте 20 лет дебютировала на профессиональном поприще в Йоханнесбурге. Во время Первой мировой войны присоединилась к Ливерпульской репертуарной труппе, прежде чем перейти к карьере в лондонском Вест-Энде.
Она переехала в США в 1916 году и дебютировала на Бродвее. До начала 1930-х годов жила между Нью-Йорком и Лондоном. Позже стала играть в основном в постановках на Бродвее, появившись в спектаклях по таким пьесам, как «Успешное бедствие» (1917), «Путешествие» (1918), «Весенняя чистка» (1923), «Женская доля» (1934), «Как важно быть серьёзным» (также стала режиссёром, 1939), «Когда мы женаты» (1939), «Дамы на пенсии» (1940), «Пират» (1942), «И никого не стало» (1944), «Веер леди Уиндермир» (1947) и «Сумасшедшая из Шайо» (1948).
От ролей в кино Уинвуд долгое время отказывалась, называя своей единственной любовью театр. Наконец она смягчилась и дебютировала в фильме «Ночной ангел» (1931), но её сцены были вырезаны еще до выхода картины. Официальный дебют в кино состоялся в британской драме «Дом Трентов» (1933), а первой заметной ролью стала Мэри Уиллоуби в фильме «Достойная улица» (1937). В 1940-е годы актриса не снималась в кино, однако участвовала в телевизионной постановке «Беспечный дух» в 1946 году. В 1950-е чаще появлялась на теле-, чем на киноэкранах.
Свою последнюю роль в кино Уинвуд сыграла в фильме «Ужин с убийством» 1976 года. Три года спустя в возрасте 96 лет в последний раз появилась в телесериале — в одном из эпизодов «Куинси»; она официально стала старейшим актером, работающим в США, едва не обойдя свою британскую коллегу актрису Этель Гриффис. Она была старейшим членом Гильдии киноактёров США.
Уинвуд умерла во сне в Вудленд-Хиллз, Калифорния, в 1984 году в возрасте 101 года. Её похоронили на Вествудском кладбище.

## Личная жизнь
Эстель Уинвуд была замужем четыре раза: за режиссёром и продюсером Гатри Макклинтиком, за актёром Артуром Чесни, за новозеландским землевладельцем и юристом (специалистом по морскому праву) Фрэнсисом Барлоу Брэдли. В последний, четвёртый, брак — с актёром Робертом Хендерсоном (19.12.1904—9.09.1985), который был моложе невесты на 20 лет, — вступила в 1944 году; супруги развелись по прошествии 33 лет; в свои поздние годы актриса жила отдельно от мужа, хотя и навещала его несколько раз в год. Когда её не стало в 1984-м, Роберт пережил жену ненадолго, окончив земной путь в 1985-м. Детей у Эстель Уинвуд не было.